# Jean Hamon (médecin)
Pour les articles homonymes, voir Jean Hamon et Hamon.

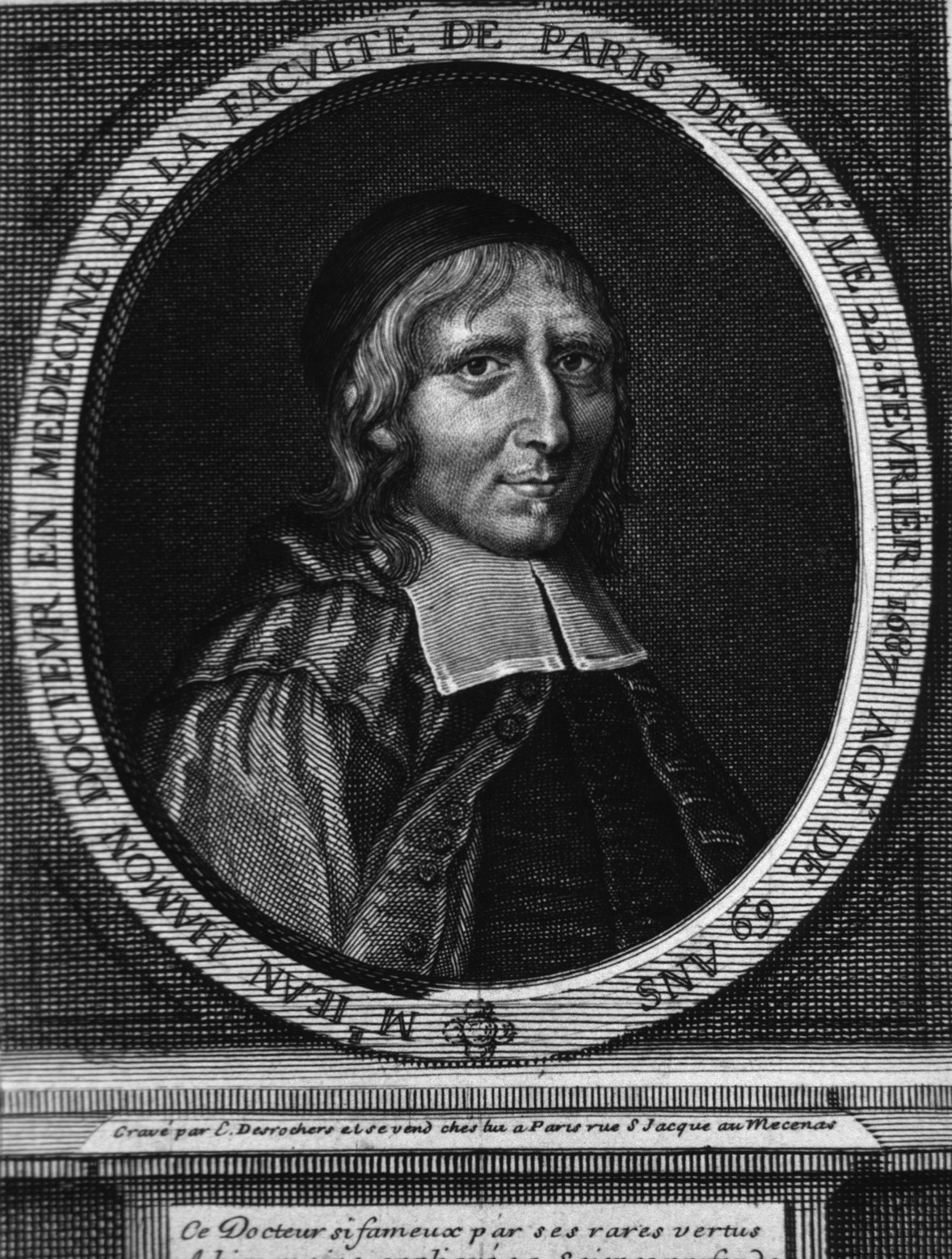
Jean Hamon par Étienne Jehandier Desrochers

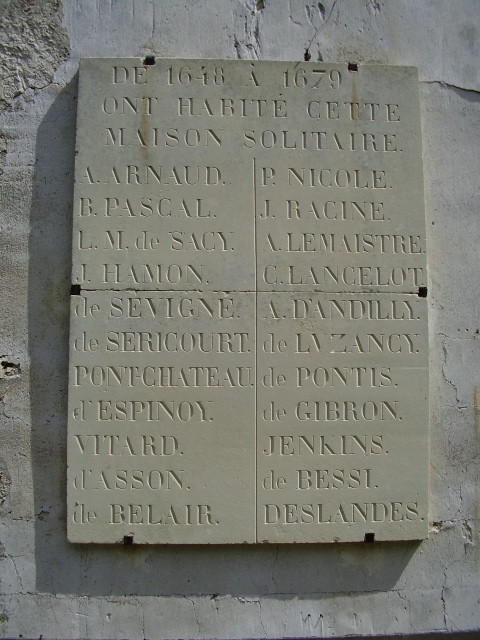
Plaque commémorative de la maison des Solitaires de Port-Royal

Jean Hamon, né à Cherbourg le 2 janvier 1618 et mort à Paris le 22 février 1687, est un médecin français.
Janséniste et médecin de Port-Royal des Champs, il a écrit de nombreux livres médicaux et religieux.

## Biographie
Né dans la paroisse Sainte-Trinité de Cherbourg, Jean Hamon est le fils de maître René Hamon, sieur des Fontaines, avocat et bourgeois de la ville.
Il est envoyé très jeune au collège de Valognes. Il poursuit ses études au collège d'Harcourt, où il s’attache à deux cotentinois, le proviseur Pierre Padet et le professeur de philosophie Jacques du Chevreuil. Entré à l’Université de Paris, il devient précepteur du petit-fils d’Achille de Harlay. Reçu docteur en médecine à la Faculté de médecine le 10 décembre 1646, suivant ainsi son oncle, Pierre Hommest, étudiant à la Faculté de médecine entre 1625 et 1631. Il commence à exercer dans la paroisse Saint-Merri et acquiert par son habileté ainsi que son éloquence, une grande réputation.
Il y fréquente les jansénistes Antoine Singlin et Antoine Arnauld. En 1650, âgé de 33 ans, ayant refusé les largesses que lui propose Harlay, il renonce à son mariage prévu avec une fille de médecin, vend tous ses biens au profit des pauvres et se retire chez les solitaires de Port-Royal-des-Champs. Il y fait office de jardinier puis de secrétaire d’Arnauld, avant de succéder comme médecin de l’abbaye à Victor Pallu (1604-1650), qui avait été condisciple de son oncle à la Faculté de médecine. Ainsi, il fait partie en 1656 des quatre médecins appelés à examiner le miracle de la Sainte-Épine.
Comme solitaire, il adopte une vie humble, sans ménagement, « à ne manger que du pain de son et ne boire que de l’eau », à jeûner régulièrement comme signe de pénitence. Il donne des cours aux Petites écoles et soigne les pauvres de la région. Tolérant, il participe peu aux controverses qui ébranlent l’abbaye contre les autorités religieuses. En 1664, alors que la plupart des solitaires doivent quitter Port-Royal, lui est autorisé à rester, et y exerce jusqu’en 1669, devenant « le véritable directeur spirituel de Port-Royal ».
Il écrit plusieurs beaux ouvrages de réflexion. Boileau écrit sur lui
Tout brillant de savoir, d’esprit et d’éloquence,
Il courut au désert chercher l’obscurité ;
Aux pauvres consacra son bien et sa science,
Et trente ans dans le jeûne et dans l’austérité
Fit son unique volupté
Des travaux de la pénitence
Ayant eu Racine pour élève, celui-ci a énoncé le vœu dans son testament : « Je désire qu’après ma mort, mon corps soit porté à Port-Royal-des-Champs, et qu’il soit inhumé dans le cimetière au pied de la fosse de M. Hamon ». Quand Port-Royal fut rasé à la demande de Louis XIV en 1711, les cendres du dramaturge sont transférées par sa famille à l’église Saint-Étienne-du-Mont, tandis que les restes d’Hamon sont jetés avec les autres corps dans la fosse commune du cimetière de Saint-Lambert. Selon François Mauriac : « Ce médecin érudit était le plus tendre des solitaires, aussi attentif à consoler les cœurs des persécutés qu'à soigner leurs corps. Racine dut le préférer pour sa tendresse et parce qu'il pressentait que ce pur entre les purs était tourmenté dans sa chair ».

## Ouvrages
- Apologia Patris Cellotii (1648)
- Écrit touchant l’excommunication, composé par M. Hamon, vers l’année 1665, à l’occasion des troubles excités dans l’Église, par rapport au Formulaire, 1665
- Traités de piété, (2 vol, 1675)
- Traitez de morale de S. Augustin pour tous les états qui composent le corps de l’Église, (traduits du latin, 1680)
- Aegrae animae et dolorem suum lenire conantis pia in psalmum centesimum decimum octavum soliloquia (Amsterdam, 1684 ; traduit en français par Fontaine en 1685 et Goujet en 1732)
- Sur la morale et les devoirs des pasteurs (2 vol, 1689)
- Pratique de la prière continuelle ou Sentiments d’une âme vivement touchée de Dieu (1702)
- Explication du Cantique de Cantiques (4 vol, 1708)
- Instruction pour les religieuses de Port-Royal (2 vol, 1727-30)
- Les Gémissements d’un cœur chrétien, exprimés dans les paroles du psaume CXVIII (1731)
- Recueil de lettres (2 volumes, 1734)
- De la solitude (1734)
- Explication de l’oraison dominicale (1738)
- L’Horloge de la passion, qui servoit de sujet de méditation aux Religieuses de Port-Royal pendant l’adoration du très-saint-Sacrement avec des oraisons tirées de M. Hamon, 1739
- Entretiens d’une âme avec Dieu... Avignon : aux dépens de la Société, 1740
- Abrégé de la vie de la révérende mère Marie-Angelique Arnauld, abbesse & réformatrice de Port-Royal, dans Entretiens ou conferences de la révérende mère Marie-Angélique Arnauld, abbesse & réformatrice de Port-Royal, 1757

Il a traduit du latin Le bonheur conjugal de Saint Augustin, a rédigé la plupart des épitaphes latines du Nécrologe de Port-Royal, a écrit plusieurs ouvrages médicaux non imprimés, dont Dictionarium Medicum graeco-latinum et Medicinae principia.